# Brian McClair
Brian McClair (ur. 8 grudnia 1963) - szkocki piłkarz i trener. Największe sukcesy odnosił z Manchesterem United na pozycji napastnika lub pomocnika.

## Sukcesy
Celtic F.C.
- Mistrz Szkocji z Celtikiem Glasgow (sezon 1985/86)
- Zdobywca Pucharu Szkocji (sezon 1984/85)
- Zdobywca Pucharu Ligi Szkockiej (sezon 1982/83)

Manchester United
- czterokrotny Mistrz Anglii (sezony: 1992/93; 1993/94; 1995/96; 1996/97)
- trzykrotny zdobywca Pucharu Anglii (sezony: 1989/90; 1993/94; 1995/96)
- zdobywca Pucharu Ligi Angielskiej (sezon 1991/92)
- pięciokrotny zdobywca Tarczy Wspólnoty (dawniej Tarcza Dobroczynności) (sezony: 1989/90; 1992/93; 1993/94; 1995/96; 1996/97)
- Zdobywca Pucharu Zdobywców Pucharów (sezon 1990/91)